# Yair Rodríguez
Yair Raziel Rodríguez Portillo (sinh ngày 6 tháng 10 năm 1992) là một võ sĩ MMA người México và có đai đen Taekwondo, người gần đây nhất đã thi đấu ở hạng lông của Ultimate Fighting Championship (UFC). Anh được xếp hạng # 11 trong bảng xếp hạng UFC lông vũ chính thức tại thời điểm ra mắt của mình, và là người chiến thắng của The Ultimate Fighter: Latin America.